# Jill Masterton
Jill Masterton è un personaggio del romanzo Missione Goldfinger di Ian Fleming e dell'omonimo film, il terzo della serie di James Bond. È interpretata, nella trasposizione cinematografica, da Shirley Eaton.
La sua apparizione nel film è molto breve, ma di grande effetto. La sua vita sullo schermo - che non va oltre i cinque minuti - è rimasta nella storia del cinema e la causa di questo successo sta nella famosissima scena che la ritrae morta, distesa nuda sul letto matrimoniale della camera, nella quale aveva trascorso una notte d'amore con Bond, con il braccio cadente, interamente ricoperta d'oro.
Ha una sorella, Tilly Masterton, intenta ad uccidere Goldfinger per vendicarla.
La Jill Masterton di Shirley Eaton - che nel film prende il nome di Jill Masterson - è una delle bond girl preferite dal pubblico, ed è entrata, insieme alla Honey Ryder di Ursula Andress, alla Pussy Galore di Honor Blackman e alla Vesper Lynd di Eva Green, nella classifica delle migliori dieci.

## Biografia

### Romanzo
Jill Masterton è l'assistente personale di Auric Goldfinger, il principale cattivo della vicenda, e lo aiuta a vincere nel gioco delle carte e fornisce una presenza di bell'aspetto a fianco a lui. È una donna giovane, bionda, bella e intelligente, qualità che Bond ritiene sprecate al servizio di un uomo meschino come Goldfinger. Tradirà il suo capo ma ne pagherà le conseguenze con la morte.

### Film
Bond e Jill si incontrano per la prima volta in albergo. Entrato di nascosto nella stanza della ragazza, 007 la trova distesa sulla terrazza e vestita di un bikini nero, intenta ad osservare col binocolo. In questo modo, con l'ausilio di un auricolare e una radio, poteva spiare una partita a carte e suggerire a Goldfinger le mosse migliori. Bond la convince a lasciare il suo capo e, preso il posto della ragazza, obbliga Goldfinger a perdere di propria volontà la partita.
Bond e Jill passano insieme una romantica nottata a letto ma Goldfinger, intenzionato a vendicarsi, invia la sua guardia del corpo, Oddjob, a sistemare Bond e ad uccidere la sua ex assistente. Dopo essere stato tramortito da un colpo di Oddjob, 007 riprende i sensi e scopre che Jill è stata completamente ricoperta di vernice d'oro.